# Chiesa di San Martino (Argiano)
La chiesa di San Martino ad Argiano è situata nel comune di San Casciano in Val di Pesa, in provincia di Firenze.

## Storia
La chiesa era conosciuta anche come san Martino del Vescovo perché di diretta proprietà dei vescovi fiorentini che nei pressi possedevano un castello. Tale castello è citato per la prima volta nel 1203 quando al vescovo vengono ceduti dei beni posti in castro, curia et districtu S. Martini ad Argianum. Nel 1260 il popolo di San Martino si impegnò a pagare 12 staia di grano per il mantenimento dell'esercito fiorentino e nel 1276 paga, per la decima, una tassa di sette lire. Il 20 gennaio 1334 il vescovo Francesco Silvestri nomina tale Vannuccio podestà del castello e del territorio di San Martino.
La chiesa divenne prioria il 19 novembre 1663. Soppressa nel 1986 è stata unita alla pieve di San Giovanni in Sugana.

## Descrizione

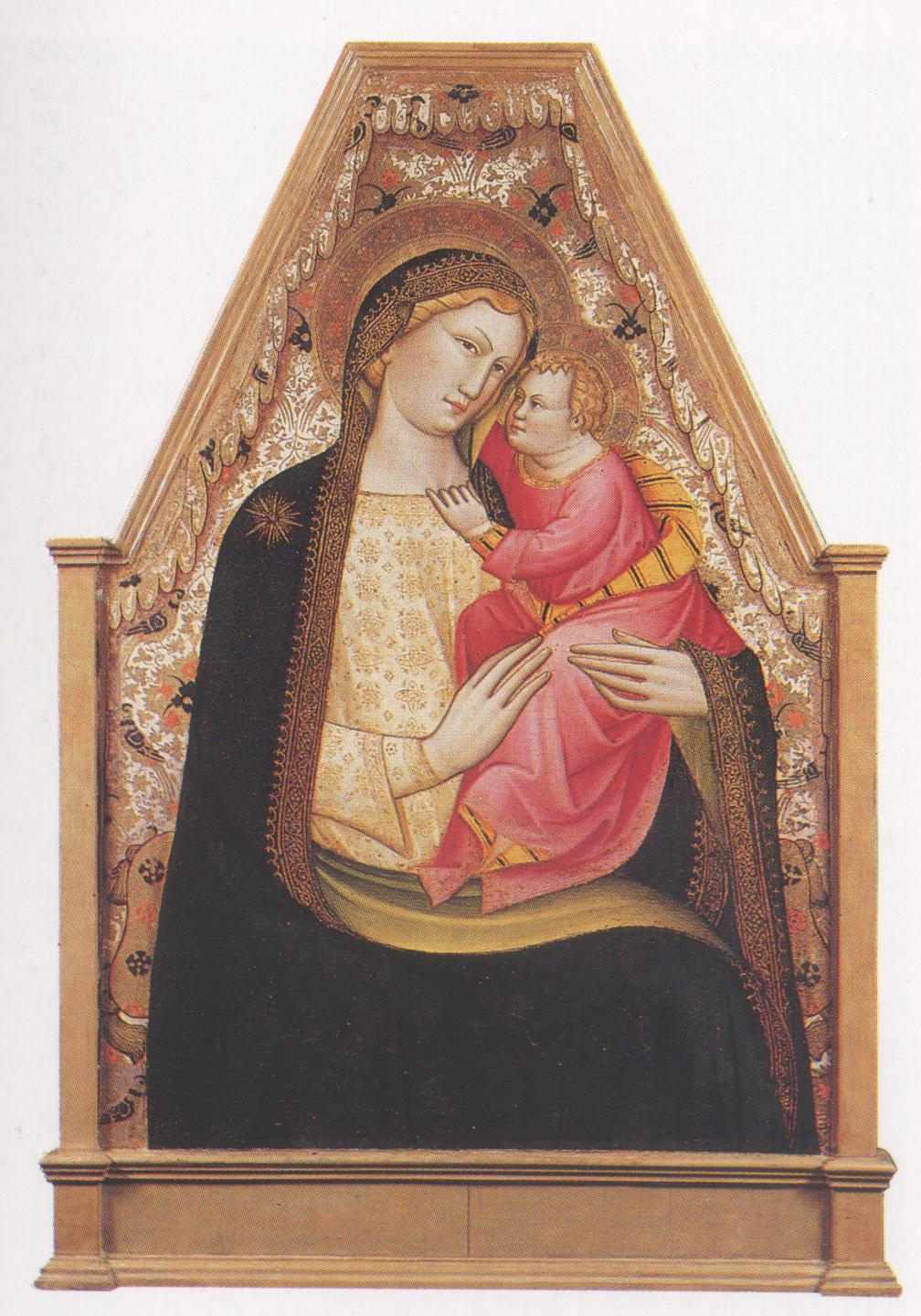
Cenni di Francesco, Madonna col Bambino, Museo di San Casciano

La chiesa presenta una pianta rettangolare preceduta da un avancorpo con loggia costituita da un arco a tutto sesto retto da colonne e con due aperture architravate, realizzate nel XIX secolo.
Proviene da questa chiesa la tavola raffigurante la Madonna col Bambino opera di Cenni di Francesco ora esposta presso il Museo Giuliano Ghelli.
Adiacente alla chiesa è l'oratorio della Compagnia della Santissima Annunziata, sodalizio di antichissima origine che fu unito nel XVII secolo alla famosa Confraternita del Gonfalone in Roma. All'interno, ristrutturato tra 1738 e 1745 con il rifacimento del soffitto, è conservato un coro ligneo seicentesco, mentre all'altare, datato 1636, era una tavola con l'Annunciazione di Pietro Candido, probabilmente del 1580 circa. La tavola, sostituita poi da una copia su tela probabilmente tardo settecentesca attualmente al museo Giuliano Ghelli, è conservata dal 2011 nelle collezioni del Metropolitan Museum di New York.